# Ruta 414 (Costa Rica)
La Ruta 414, oficialmente Ruta Nacional Terciaria 414, es una ruta nacional de Costa Rica ubicada en la provincia de Cartago.

## Descripción
En la provincia de Cartago, la ruta atraviesa el cantón de Turrialba (los distritos de La Suiza, Tuis, Tayutic, Chirripó).